# ربيع - خواطر من عبق الزهر
ربيع – خواطر من عبق الزهر هو كتاب يحمل توقيع الكاتب الفرنسي باتريك موديانو، الحائز على جائزة نوبل للآداب عام 2014. يتكوّن من نصوص قصيرة تحمل طابعًا شعريًا،ويُصنّف ضمن الأدب الوجداني أو الخواطر الذاتية.

## نبذة عن الكتاب
يتكوّن كتاب ربيع – خواطر من عبق الزهر لباتريك موديانو من مجموعة تأملات وجدانية قصيرة، يعبّر فيها الكاتب عن مشاعره الداخلية بلغة شاعرية بسيطة، بعيدًا عن الحبكة الروائية التقليدية أو تسلسل الأحداث. تدور النصوص حول لحظات من الحنين، والبحث عن الذات، واستعادة الذكريات، حيث يخاطب موديانو القارئ بصوت داخلي يفيض بالرغبة في التحرر من الكتمان والانفتاح على العالم. تتكرر صور رمزية مثل الزهر والربيع والطفولة، لتجسّد حالة من الصفاء والتجدد، وتُضفي على النص طابعًا حميميًا يلامس القارئ في تفاصيله اليومية.

## اقتباسات من الكتاب
"طالما أردت البوح عن مكنون مشاعري، قلت لها اخرجي من أقفاص الكتمان، و حلقي بعيدًا لترين الكون بشكل جديد..."
"هنا مشاعري تكتب ليبتسم قارئها، ليفهم تلك المعاني التي عجزت عن البوح بها بصوتي، فصارت الأحرف تروي ما يحدث وكأنما لها لسان...

هذه العبارات تنضح برغبة في التحرر الداخلي، وتُجسّد كيف تتحول الكلمات إلى كائنات حية تنقل الأحاسيس التي يصعب التعبير عنها شفهيًا.

## أسلوب الكتاب
يتسم كتاب ربيع – خواطر من عبق الزهر لباتريك موديانو بأسلوب تأملي شاعري، يجمع بين البوح الوجداني واللغة البسيطة العميقة، حيث يعبّر الكاتب عن مشاعره الداخلية من خلال صور رمزية مثل الزهر والربيع والطفولة. يعتمد النص على نبرة هادئة ومكاشفة، ويخاطب القارئ بصوت داخلي يفيض بالحنين والبحث عن الذات، بعيدًا عن الحبكة الروائية التقليدية أو الشخصيات المحددة. ويُعد هذا العمل امتدادًا لاهتمام موديانو الدائم بالذاكرة والهوية، لكنه يقدمه هنا في قالب خواطر حرة تُشبه اليوميات الشعرية، مما يمنحه طابعًا حميميًا وإنسانيًا فريدًا.